# Gira Renaissance: 25 aniversario
Gira Renaissance: 25 aniversario es la novena gira de conciertos de la cantante española Mónica Naranjo, desarrollada como apoyo y promoción al álbum recopilatorio Renaissance (publicado en noviembre de 2019). Este ha sido publicado para conmemorar la celebración del 45 cumpleaños de la artista y de sus 25 años sobre de los escenarios.
La primera etapa de la gira, que incluyó cuatro grandes conciertos en las principales ciudades de España, fue anunciada en febrero de 2019 mediante una rueda de prensa. La idea era que estos cuatro conciertos, que se celebrarán en octubre, sirvieran como antesala al gran acontecimiento que sería la publicación del disco. A partir del mes de agosto, se confirmó que la gira llegaría hasta Latinoamérica en una nueva etapa durante 2020. Posteriormente, se confirmó una nueva etapa por España que incluiría una exclusiva tanda de doce conciertos durante el verano de 2020. Finalmente, esta tanda de conciertos fue pospuesta hasta 2021 por la pandemia de COVID-19.

## Repertorio de la gira
| España |
| ------ |
|        |

1. Renaissance (Obertura)
2. El amor coloca
3. Desátame
4. Empiezo a recordarte
5. Pantera en libertad
6. Sobreviviré
7. Perra enamorada
8. El despertar
9. Europa
10. Amor y lujo
11. Lasciatemi qui
12. Apocalíptica
13. Jamás
14. Tú y yo y el loco amor
15. Doble corazón
16. Entender el amor (a cappella)
17. Tú y yo volvemos al amor
18. Vivir así es morir de amor
19. Las campanas del amor
20. Libre amar

| México |
| ------ |
|        |

1. Renaissance (Obertura)
2. El amor coloca
3. Sólo se vive una vez
4. Óyeme
5. Sola
6. Malherido
7. Desátame
8. Pantera en libertad
9. Empiezo a recordarte
10. Sobreviviré
11. El despertar
12. Europa
13. Amor y lujo
14. Lasciatemi qui
15. Jamás
16. Doble corazón
17. Tú y yo volvemos al amor
18. Grande
19. Las campanas del amor

## Fechas de la gira
| Fecha                    | Ciudad           | País   | Lugar                              | Detalle           |
| ------------------------ | ---------------- | ------ | ---------------------------------- | ----------------- |
| 2 de octubre de 2019     | Madrid           | España | WiZink Center                      |                   |
| 12 de octubre de 2019    | Sevilla          | España | Auditorio Rocío Jurado             |                   |
| 19 de octubre de 2019    | Málaga           | España | Palacio de Deportes Martín Carpena |                   |
| 24 de octubre de 2019    | Barcelona        | España | Palau Sant Jordi                   |                   |
| 7 de diciembre de 2019   | Toledo           | España | Palacio de Congresos El Greco      | Mónica Al Desnudo |
| 8 de diciembre de 2019   | Toledo           | España | Palacio de Congresos El Greco      | Mónica Al Desnudo |
| 15 de diciembre de 2019  | Valencia         | España | Teatro El Musical                  | Mónica Al Desnudo |
| 18 de enero de 2020      | Guadalajara      | México | Auditorio Telmex                   |                   |
| 23 de enero de 2020      | Ciudad de México | México | Auditorio Nacional                 |                   |
| 25 de enero de 2020      | Monterrey        | México | Arena Monterrey                    |                   |
| 30 de enero de 2020      | Puebla           | México | Auditorio Metropolitano Puebla     |                   |
| 29 de febrero de 2020    | La Coruña        | España | Centro Cultural Ágora              | Mónica Al Desnudo |
| 11 de septiembre de 2020 | Mérida           | España | Teatro Romano de Mérida            |                   |
| 14 de octubre de 2020    | Toledo           | España | Cigarral del Santo Ángel Custodio  | Puro Minage       |
| 18 de octubre de 2020    | Valencia         | España | Palau de les Arts Reina Sofía      | Puro Minage       |
| 20 de diciembre de 2020  | Madrid           | España | Auditorio Nacional de Música       | Puro Minage       |
| 13 de marzo de 2021      | Valladolid       | España | Teatro Zorrilla                    | Mónica Al Desnudo |
| 20 de marzo de 2021      | Carmona          | España | Teatro Cerezo                      | Mónica Al Desnudo |
| 17 de abril de 2021      | Pamplona         | España | Navarra Arena                      | Puro Minage       |
| 8 de julio de 2021       | Barcelona        | España | Jardines de Pedralbes              |                   |
| 17 de julio de 2021      | Murcia           | España | Plaza de Toros La Condomina        |                   |
| 13 de agosto de 2021     | Fuengirola       | España | Escenario Unicaja Banco            |                   |
| 20 de agosto de 2021     | Chiclana         | España | Poblado de Sancti Petri            |                   |
| 28 de agosto de 2021     | Almería          | España | Plaza de Toros de Almería          |                   |

## Conciertos no celebrados
| Fecha                    | Ciudad               | País       | Recinto                          | Estado                          | Motivo                       |
| ------------------------ | -------------------- | ---------- | -------------------------------- | ------------------------------- | ---------------------------- |
| 23 de mayo de 2020       | Alajuela             | Costa Rica | Anfiteatro Coca Cola Parque Viva | Aplazado (pendiente fecha)      | Pandemia mundial de COVID-19 |
| 20 de junio de 2020      | Almería              | España     | Plaza de Toros de Almería        | Aplazado (28 de agosto de 2021) | Pandemia mundial de COVID-19 |
| 27 de junio de 2020      | Fuengirola           | España     | Escenario Unicaja Banco          | Aplazado (13 de agosto de 2021) | Pandemia mundial de COVID-19 |
| 4 de julio de 2020       | Barcelona            | España     | Jardines de Pedralbes            | Aplazado (8 de julio de 2021)   | Pandemia mundial de COVID-19 |
| 22 de agosto de 2020     | Chiclana             | España     | Poblado de Sancti Petri          | Aplazado (20 de agosto de 2021) | Pandemia mundial de COVID-19 |
| 4 de septiembre de 2020  | Mairena del Aljarafe | España     | Recinto Hípico de Mairena        | Cancelado                       | Pandemia mundial de COVID-19 |
| 19 de septiembre de 2020 | Valencia             | España     | Auditorio Marina Sur             | Cancelado                       | Pandemia mundial de COVID-19 |